# 半環豆齒鰻
半環豆齒鰻，為輻鰭魚綱鰻鱺目糯鰻亞目蛇鰻科的其中一種，分布於東大西洋區，從摩洛哥至安哥拉海域，棲息深度10-30公尺，體長可達80公分，棲息在沙泥底質海域，會將身體埋藏在沙泥中，屬肉食性，以甲殼類及軟體動物為食，可做為食用魚。

## 擴展閱讀
維基物種上的相關：半環豆齒鰻